# Ramón Centurión
Ramón Miguel Centurión (Santa Fe, Argentina; 20 de enero de 1962) es un exfutbolista y actual director técnico argentino. Jugaba como delantero y su primer equipo fue Unión de Santa Fe, club donde también se retiró y en donde inició su carrera como entrenador dirigiendo en las divisiones inferiores.

## Trayectoria
Centurión comenzó su carrera como jugador en 1978 con apenas 16 años vistiendo la camiseta de Unión de Santa Fe, club de su ciudad natal donde hizo 156 apariciones y anotó 47 goles en dos etapas. En 1985 se incorporó a Boca Juniors, pero solo participó en la primera mitad de la temporada 1985/86 antes de fichar por River Plate, el clásico rival de Boca. También integró la selección argentina sub-19 en la Copa João Havelange de 1981 junto a figuras consagradas como Sergio Javier Goycochea, Jorge Luis Burruchaga o Gerardo Daniel Martino entre otros jugadores consagrados. 
En su primer año en River ganó el campeonato de Primera División y la Copa Libertadores, donde fue el máximo anotador del equipo con 7 conquistas; sin embargo no pudo disputar la final continental ya que se vio envuelto en un dopaje escandaloso y fue suspendido tras dar positivo por metanfetaminas, aunque hasta el día de hoy él sostiene que nunca tomó intencionalmente drogas para mejorar su rendimiento.
Después de cumplir la suspensión volvió a jugar en River en la temporada 1989/90, donde el Millonario se consagró campeón. Luego tuvo un breve paso por Estudiantes de La Plata antes de regresar a Unión de Santa Fe, donde se retiró del fútbol en 1992 tras el descenso a la Primera B Nacional.

### Después del retiro
Centurión sufrió de depresión durante muchos años antes de volver a trabajar en Unión como entrenador de inferiores en 2004.
En 2010 asumió la dirección técnica del equipo tatengue en Liga Santafesina, logrando coronarse campeón en dos oportunidades. A finales de 2015 fue cesado en su cargo.
En el primer semestre de 2018 dirigió a Independiente de Santo Tomé, consagrándose campeón del Torneo Apertura de la Primera b de la Liga Santafesina. En 2021 dirigió al Club Atlético Miramar de Arroyo Aguiar, del Torneo Regional Federal Amateur. En mayo de 2022 se hizo cargo del Ciclón Racing de Santa Fe.

## Clubes

### Como jugador
| Club                    | País      | Año       | PJ  | G  |
| ----------------------- | --------- | --------- | --- | -- |
| Unión de Santa Fe       | Argentina | 1978-1985 | 135 | 44 |
| Boca Juniors            | Argentina | 1985      | 19  | 6  |
| River Plate             | Argentina | 1986-1990 | 50  | 14 |
| Estudiantes de La Plata | Argentina | 1990-1991 | 15  | 3  |
| Unión de Santa Fe       | Argentina | 1991-1992 | 21  | 3  |
| Total                   | Total     | Total     | 240 | 70 |

### Como entrenador
| Club                           | País      | Año       |
| ------------------------------ | --------- | --------- |
| Unión de Santa Fe (inferiores) | Argentina | 2004-2009 |
| Unión de Santa Fe (Liga)       | Argentina | 2010-2015 |
| Independiente de Santo Tomé    | Argentina | 2018      |
| Miramar de Arroyo Aguiar       | Argentina | 2021      |
| Ciclón Racing                  | Argentina | 2022      |

## Palmarés

### Como jugador

#### Campeonatos nacionales
| Título           | Club        | País      | Año  |
| ---------------- | ----------- | --------- | ---- |
| Primera División | River Plate | Argentina | 1986 |
| Primera División | River Plate | Argentina | 1990 |

#### Copas internacionales oficiales
| Título              | Club        | Sede         | Año  |
| ------------------- | ----------- | ------------ | ---- |
| Copa Libertadores   | River Plate | Buenos Aires | 1986 |
| Copa Interamericana | River Plate | Buenos Aires | 1987 |

### Como entrenador

#### Torneos regionales
| Título           | Club        | Provincia | Año  |
| ---------------- | ----------- | --------- | ---- |
| Liga Santafesina | C. A. Unión | Santa Fe  | 2010 |
| Liga Santafesina | C. A. Unión | Santa Fe  | 2014 |